# Pterinoxylus eucnemis
Pterinoxylus eucnemis är en insektsart som först beskrevs av Hermann Burmeister 1838.  Pterinoxylus eucnemis ingår i släktet Pterinoxylus och familjen Pseudophasmatidae. Inga underarter finns listade i Catalogue of Life.